# Clan Boulolo
La maison princière de Boulolo ou Bulol'u en langue vili, est issue d'une des branches collatérales de la dynastie des Bouvandji, originaire du Cabinda. Cette puissante confrérie de forgerons s’imposa aux populations locales de la côte de Loango, en s’appuyant sur un corps de guerriers entreprenants. L'état qui s’érigea, reçut le nom de Loandjili, terme désignant le pouvoir (Loa : le commandement politique, Ndjili : l’écureuil symbole du pouvoir) dont la capitale était Loandjili, aujourd’hui 4e arrondissement de la commune de Pointe-Noire. Compte tenu de leur comportement tyrannique, les Bouvandji furent chassés du pouvoir par une insurrection populaire.
Après le départ des Bouvandji, naquit au XIIIe siècle le Royaume de Loango. L’étymologie du nom de ce royaume provient de Loa : le commandement politique ; « ngo » en langue Kugni ou Tchikumbu en Vili, signifie panthère, symbole de force et de puissance. Loangu est donc le pouvoir royal ayant comme totem la panthère,.
Le clan Boulolo est l'un des vingt-sept clans primordiaux Nkongo, qui revendiquent une lignée commune issue d'un héros mythique originaire du Kongo, Bunzi. Actuellement, il est une des composantes de l'ethnie Vili.

## Emblème

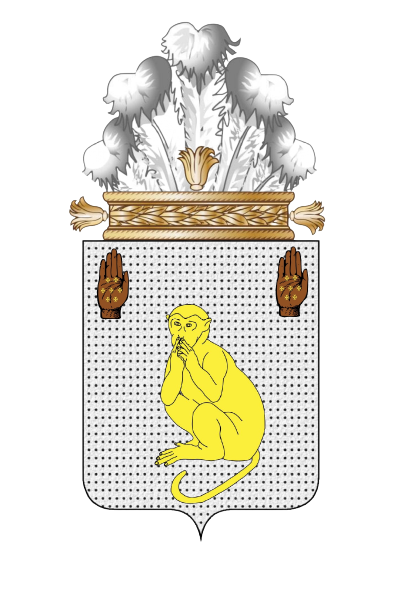

Les Boulolo ont pour symbole totémique le chimpanzé (nziku en langue vili).

## Généalogie
Le clan Boulolo est constitué de deux branches:
- La première basée à Loango, précisément à Vista
- La seconde basée à Mbanda, à l'emplacement de l'actuel Tchimbamba, un des quartiers de Pointe-Noire, la capitale économique du Congo, proche de l'aéroport Agostinho Neto.

Ces deux branches sont issues de deux sœurs: Moe-Socko Ngombi et Moe-Mmene Ngombi

### La branche Boulolo de Vista
Moe-SocKo Ngombi donne naissance à Moe-Kouanga-Tchifoumba, princesse de Boulolo. C'est la fondatrice du clan Boulolo de Vista. Cette dernière épouse Mfouk-Mapakou, Fumu (Seigneur ou prince) du clan Sabi, un autre des vingt-sept clans primordiaux Nkongo. La famille princière donne naissance à quatre enfants:
- Moe-Bouanga dit Mfouk Bouanga alias Portella
- Moe-Tchilala dit Mfouk Tchilala, alias Pinta-Portella
- Moe-Tchitoula, princesse de Boulolo
- Moe-Bouhoussou, princesse de Boulolo

L’héroïne du roman "L'or des femmes" de Mambou Aiméé Gnali, porte le même nom que la princesse Moe-Bouhoussou, et est destinée à épouser «l'or des femmes», un homme noble et bien plus âgé qu'elle. Bouhoussou se demandant si les femmes devront-elles toujours payer un prix exorbitant pour accéder à «l'or», c'est-à-dire à l'homme?
Ne disposant pas d'état civil à l'époque, et en procédant par recoupement, la tradition orale et la vox populi nous rapporte que Mfouk Tchilala serait décédé, très âgé à Vista vers 1880. En supposant qu'il ait vécu jusqu'à quatre-vingts ans, il serait donc né vers 1800 et Mfouk Bouanga, son aîné vers 1797.

#### Succession
La succession est matrilinéaire. Ainsi donc, Mfouk Tchilala succède à son frère aîné Mfouk Bouanga. Tandis que Moe-Gnali succède à son grand-oncle maternel Mfouk Tchilala. Celui-ci accède au pouvoir en 1880 à l'âge d'environ trente trois ans. il serait donc nè vers 1847.
Moe-Gnali hérite de tous les biens, droits et prérogatives de ses deux grands-oncles maternels, y compris leurs enfants dont il est devenu le père, conformément à la tradition Vili.
La lignée princière de la branche Boulolo de Vista est éteinte faute de génitrice.

#### Épouses intégrées
Chez les Vili, l'enfant appartient au clan de sa mère. C'est donc une société matrilinéaire. De plus, un homme ne peut épouser une femme appartenant au même clan que lui. On a donc recours à l'exogamie.
Afin d'assurer leur postérité, les familles menacées d'extinction ont contourné la difficulté par union d'épouses dites "intégrées". Celles-ci sont de deux sortes:
- Les épouses dont le clan n'est pas domicilié en pays vili. Ces étrangères sont considérées comme appartenant au clan de leur mari.
- Les femmes qui bien qu'étant d'ethnie vili,ont été données en gage de grosses dettes impayées et ont été intégrées dans le clan du créancier.

Le clan Boulolo compte de nombreux membres dont le père et la mère appartiennent au clan Boulolo. Il ne s'agit pas de cas d'inceste mais plutôt par le biais d'épouses intégrées que l'on a tendance à considérer actuellement à tort, comme des esclaves.

### La branche Boulolo de Mbanda (Tchimbamba)
Moe-Mmene Ngombi donne naissance à deux filles:
- Moe-Tchissafou, mère de Moe-Tchikaya
- Moe-Tchibouanga, mère de Moe-Loemba André,

Moe-Loemba André, élevé par les missions portugaises, et fondateur du village de Tchimbamba, en compagnie de Mamboma Makosso, Mvumvo Lucieno et Matchimbamba paraphent, le 21 juin 1883, le traité de souveraineté, de commerce et de cession du territoire de Punta-Negra, avec le lieutenant de vaisseau Robert Cordier, commandant l'aviso Sagittaire, permettant à la France de prendre possession de ce territoire,
La branche Boulolo de Mbanda possède encore deux princesses:
- Moe-Mouissou
- Moe-Tchibouanga

Toutes les deux sont filles de feue Moe-Malonda, nièce de feu Moe-Loembe Benoit, lui-même petit neveu de Moe-Loemba André.

## Territoire
Le cimetière du clan est situé à Vista (ancienne bourgade de Diosso), sur la Route des caravanes, en face des gorges Nyuundu (enclume en langue Tshivili).

## Représentants célèbres
Les quatre enfants issus du mariage princier entre Moe-Kouanga-Tchifoumba, princesse de Boulolo et Mfouk-Mapakou, Fumu (Seigneur ou prince) du clan Sabi ont une descendance prolifique, notamment par mariage avec des membres des clans alliés.

### Descendance de Mfouk Bouanga

#### Avec le clan Tchintchisi
- Abbé Pierre-Michel Pango (1928-1993), compositeur de l'Abidjanaise, hymne national de la Côte d'Ivoire et fils de Guillaume Pango.

#### Avec le clan Boulolo par le biais des épouses intégrées

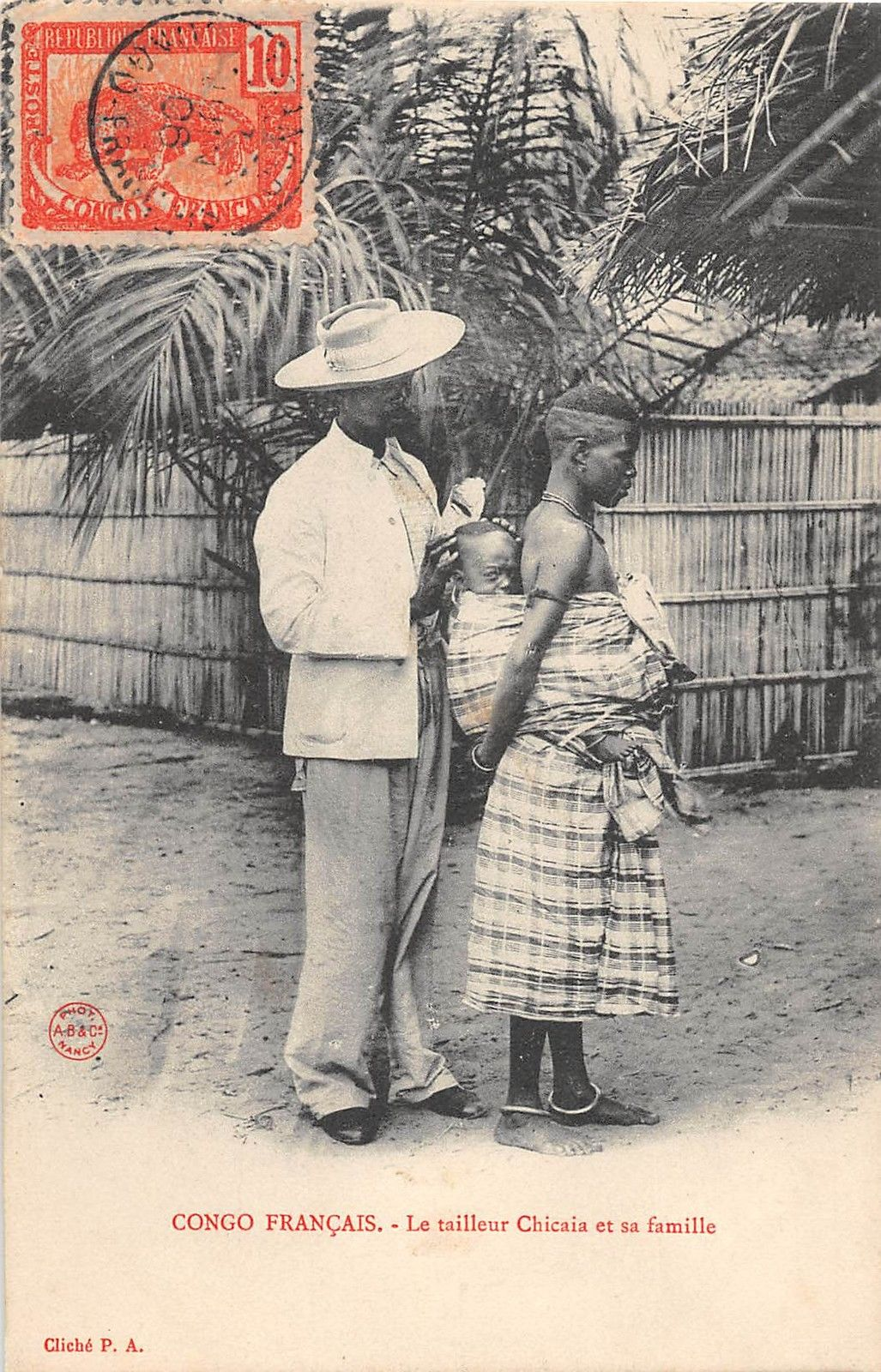
Congo Français - Le tailleur Makosso Tchicaya, son épouse Marie-Antoinette Ngouamba et leur fils André Tchicaya frère aîné de Jean Félix-Tchicaya

- Louis Portella Mbouyou, grand commerçant et grand-père maternel de Jean Félix-Tchicaya

### Descendance de Mfouk Tchilala

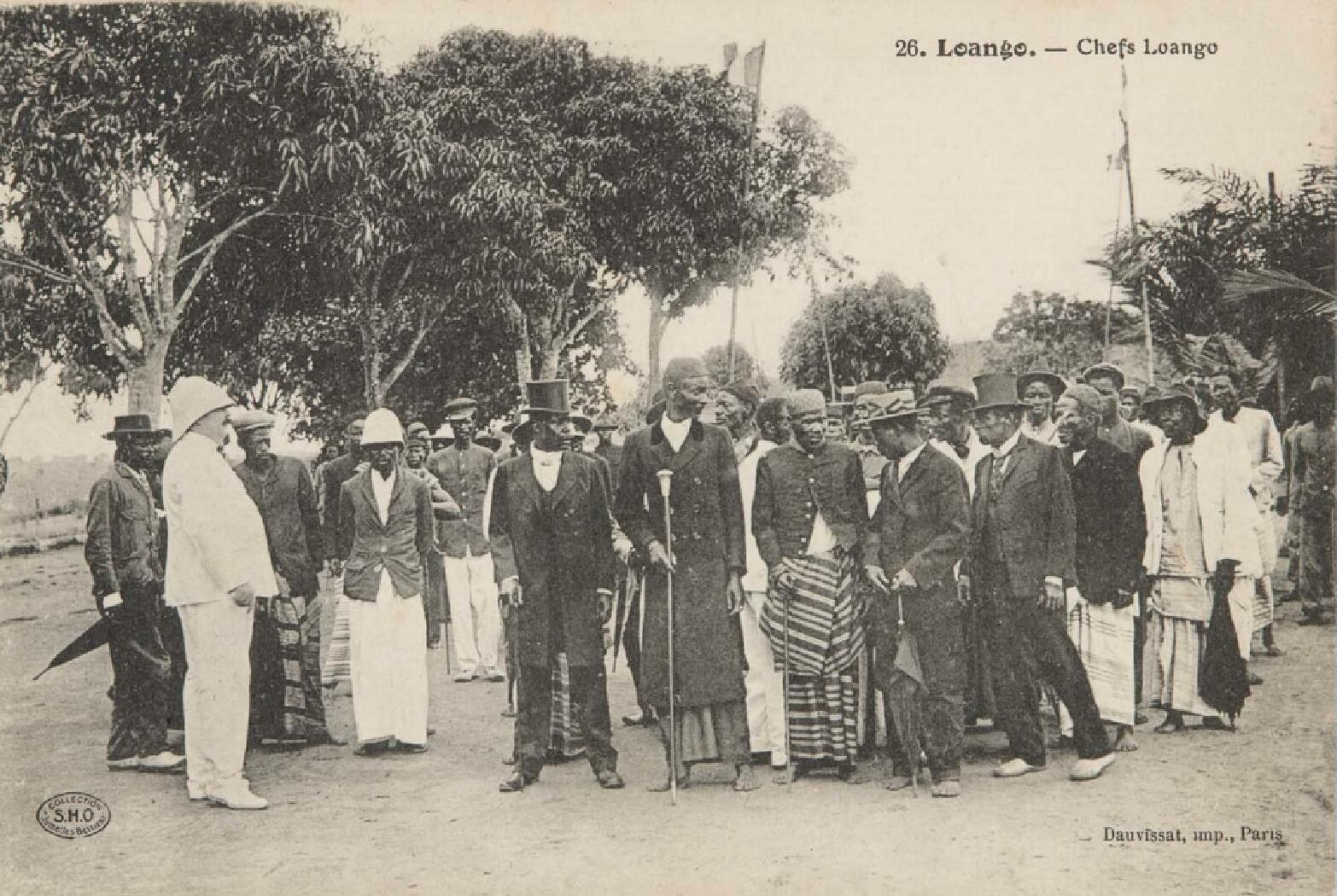
Loango - Rassemblement des chefs Loango de la Cour Royale et de leurs assesseurs lors des festivités du 14 juillet 1900 :
De gauche à droite : Moe GNALI, chef de terre à Vista; Linguissi DAMBA, notable; Mamboma ZENZE-TCHILALA avec un sceptre à la main, il était chargé des relations extérieures à la Cour Royale; M'FOUKA POUATY, grand notable; Victor PANGHOUD; Linguissi MAKAYA; Moe LELMA (en arrière plan); Massafi NKOUANGA, chef de terre à Loubou.
Nota : L'administrateur délégué du Gouvernement est parmi eux. Des drapeaux français flottent au vent. Les administrateurs français de l'époque étaient : FOURNEAU, Charles de CHAVANNES, Noël BALLAY, PETRICORNE, Aubery du BOULLEY.

- Mamboma Nzenze Tchilala, chargé des relations extérieures à la Cour Royale.
- Odette Tchizinga Louembé (1932-2006) épouse Paul Gondjout (1912-1990), homme politique gabonais, cofondateur de la République gabonaise.
- Laure Gondjout (1953-) fille d’Odette Tchizinga Louembè, ancienne ministre et secrétaire générale de la présidence gabonaise.
- Paul-Marie Gondjout (?-) homme politique gabonais
- Docteur Benoît Loembé (1926-2021), premier spécialiste de la médecine sportive de la république du Congo
- Général Roger Bruneau Makosso (1938-2021).
- Général Jean-Raymond Nzenze, médecin personnel du président de la république gabonaise.
- Joseph Makosso , Diplomate congolais.

### Descendance de Moe Tchitoula
- Moe Tandou Mpouati, trisaïeul de l'homme politique Louis Sylvain-Goma

### Descendance de Moe Bouhoussou
- Moe Gnali, grand-père de Hervé Joseph Mayordome et de Mapako-Hervé Gnali, lui-même père de Mambou Aimée Gnali.
- Moe Mavoungou, père de :
  - Blanche Lucienne Tchimoutou Gomes, première sage-femme de l'Afrique-Équatoriale française dont le nom a été attribué à l'hopital mère-enfant de Brazzaville, fruit de la coopération soviétique
  - Marcel Roger Gnali-Gomes, premier notaire congolais à ouvrir son étude.
  - Professeur Louis Raymond Mavoungou Gomes, père d'Alexis Vincent Gomès.